# Pilea subedentata
Pilea subedentata es una especie de planta del género Pilea, perteneciente a la familia Urticaceae.

## Taxonomía
Pilea subedentata fue descrita por Chia Jui Chen en 1982.

## Distribución
Se encuentra en el territorio de Hainan.